# Personer i Sverige födda i Jordanien
Till personer i Sverige födda i Jordanien räknas personer som är folkbokförda i Sverige och som har sitt ursprung i Jordanien. Enligt Statistiska centralbyrån fanns det 2017 i Sverige sammanlagt cirka 4 500 personer födda i Jordanien.

## Historisk utveckling

### Födda i Jordanien
| Personer i Sverige födda i Jordanien 1960–2024 | Personer i Sverige födda i Jordanien 1960–2024 | Personer i Sverige födda i Jordanien 1960–2024 | Personer i Sverige födda i Jordanien 1960–2024 | Personer i Sverige födda i Jordanien 1960–2024 |
| --- | ---------------------------------------------- | ---------------------------------------------- | ---------------------------------------------- | ---------------------------------------------- |
| |                                                |                                                |                                                |                                                |
| År |                                                |                                                | Folkmängd                                      |                                                |
| 1960 | 1960                                           |                                                | 5                                              |                                                |
| 1970 | 1970                                           |                                                | 223                                            |                                                |
| 1980 | 1980                                           |                                                | 414                                            |                                                |
| 1990 | 1990                                           |                                                | 663                                            |                                                |
| 2000 | 2000                                           |                                                | 1 068                                          |                                                |
| 2001 | 2001                                           |                                                | 1 149                                          |                                                |
| 2002 | 2002                                           |                                                | 1 207                                          |                                                |
| 2003 | 2003                                           |                                                | 1 312                                          |                                                |
| 2004 | 2004                                           |                                                | 1 451                                          |                                                |
| 2005 | 2005                                           |                                                | 1 556                                          |                                                |
| 2006 | 2006                                           |                                                | 1 802                                          |                                                |
| 2007 | 2007                                           |                                                | 2 092                                          |                                                |
| 2008 | 2008                                           |                                                | 2 377                                          |                                                |
| 2009 | 2009                                           |                                                | 2 643                                          |                                                |
| 2010 | 2010                                           |                                                | 2 848                                          |                                                |
| 2011 | 2011                                           |                                                | 3 066                                          |                                                |
| 2012 | 2012                                           |                                                | 3 280                                          |                                                |
| 2013 | 2013                                           |                                                | 3 441                                          |                                                |
| 2014 | 2014                                           |                                                | 3 673                                          |                                                |
| 2015 | 2015                                           |                                                | 3 898                                          |                                                |
| 2016 | 2016                                           |                                                | 4 222                                          |                                                |
| 2017 | 2017                                           |                                                | 4 502                                          |                                                |
| 2018 | 2018                                           |                                                | 4 878                                          |                                                |
| 2019 | 2019                                           |                                                | 5 158                                          |                                                |
| 2020 | 2020                                           |                                                | 5 278                                          |                                                |
| 2021 | 2021                                           |                                                | 5 563                                          |                                                |
| 2022 | 2022                                           |                                                | 5 785                                          |                                                |
| 2023 | 2023                                           |                                                | 5 781                                          |                                                |
| 2024 | 2024                                           |                                                | 5 777                                          |                                                |
| Anm.: Befolkning den 31 december respektive år förutom åren 1960 och 1970 som avser förhållandet den 1 november och år 1980 som avser förhållandet den 15 september. |                                                |                                                |                                                |                                                |